# Primeiro impeachment de Donald Trump
O primeiro impeachment de Donald Trump, o 45º presidente dos Estados Unidos, ocorreu em 18 de dezembro de 2019, quando a Câmara dos Representantes aprovou dois artigos de impugnação contra o presidente, acusando-o de abuso de poder e obstrução do Congresso. O "impeachment" do presidente ocorreu após um inquérito conduzido pela Câmara revelar que Trump havia solicitado ajuda da Ucrânia para interferir na eleição presidencial de 2020 de modo a favorecer sua candidatura à reeleição. O inquérito indicou que Trump suspendeu o envio de ajuda militar e um convite para que o presidente ucraniano Volodymyr Zelensky visitasse a Casa Branca de modo a pressioná-lo a anunciar uma investigação sobre Joe Biden, rival político de Trump, bem como promover a desacreditada teoria de que a Ucrânia, e não a Rússia, estava por trás da interferência estrangeira na eleição de 2016.
Desde a posse de Trump, em janeiro de 2017, personalidades, políticos e grupos oposicionistas defendiam a abertura de um processo de impugnação contra ele, majoritariamente por conta da interferência russa na eleição presidencial de 2016, na qual foi acusado de estar envolvido. Nas eleições de 2018, os republicanos mantiveram a maioria no Senado, mas os democratas recuperaram o controle da Câmara. A nova presidente da Câmara, a democrata Nancy Pelosi, resistiu em iniciar tal processo. No entanto, Pelosi anunciou a abertura de um inquérito de "impeachment" após um delator apresentar uma denúncia contra Trump, na qual alegou que o presidente havia abusado de seu poder.
Após a decisão de Pelosi, iniciou-se imediatamente a fase investigatória, que durou até novembro. Neste período, os deputados realizaram audiências públicas e privadas que colheram depoimentos de testemunhas. Em 10 de dezembro, o Comitê Judiciário relevou os artigos de impugnação contra o presidente Trump: abuso de poder e obstrução do Congresso. Ambos os artigos foram aprovados pelo Comitê em 13 de dezembro, seguindo linhas partidárias, e seguiram para votação pelo pleno. Em 18 de dezembro de 2019, a Câmara aprovou os dois artigos, também por linhas partidárias, tornando Trump o terceiro presidente do país a sofrer impeachment.
O processo foi submetido ao Senado, controlado pelo Partido Republicano, ao qual Trump pertencia. Por duas vezes, os senadores republicanos rejeitaram as tentativas de intimar novas testemunhas e documentos. Em 5 de fevereiro, Trump foi inocentado pelo Senado de ambas as acusações: por 52 a 48 votos da acusação de abuso de poder e por 53 a 47 da acusação de obstrução do Congresso. Todos senadores democratas e independentes consideraram o presidente culpado. Um único republicano, Mitt Romney, votou a favor da acusação de abuso de poder, tornando-se o primeiro senador dos EUA a votar para condenar um presidente de seu próprio partido em um julgamento de impeachment.

## Contexto

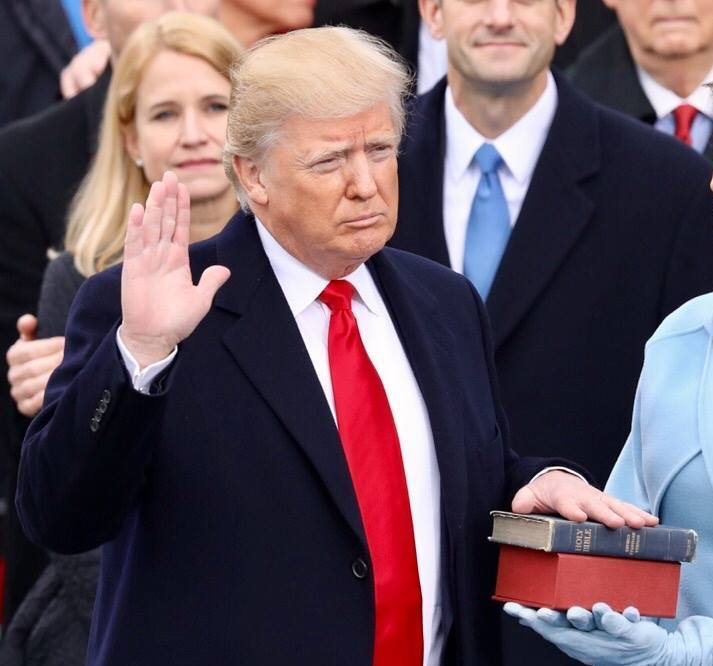
Trump durante o juramento de posse, em 2017

O empresário republicano Donald Trump foi eleito presidente dos Estados Unidos na eleição de 2016 após derrotar a democrata Hillary Clinton, uma vitória imprevista pela maioria dos analistas, imprensa e políticos. Os esforços para cassar-lhe o mandato começaram antes mesmo da posse, em janeiro de 2017, por pessoas e grupos que afirmavam que Trump havia incorrido em conduta criminosa. Alegava-se que o presidente havia violado a Constituição ao aceitar pagamentos de dignitários estrangeiros, praticado conluio com a Rússia para influenciar indevidamente a eleição presidencial de 2016, obstruído a justiça no decorrer das investigações sobre a interferência russa e associado a presidência ao nacionalismo branco, neo-nazismo e "ódio." Trump refutou as acusações, afirmando ser vítima de um "caça às bruxas" por inimigos políticos inconformadas pela derrota em 2016 e que procuravam deslegitimá-lo.
Como o Partido Republicano controlava a Câmara dos Representantes e o Senado em 2017 e 2018, a probabilidade de ocorrer a impugnação de Trump durante esse período era considerada uma fantasia partidária. Em dezembro de 2017, uma resolução demandando o impeachment foi rejeitada pela Câmara por 58–364. Nas eleições de 2018, o Partido Democrata obteve maioria na Câmara, e a nova presidente da casa Nancy Pelosi, vista pela ala mais à esquerda como moderada, relutou em aceitar dar início ao impeachment, afirmando considerar tal medida muito divisiva. Conforme relatado pela mídia, Pelosi teria dito durante uma reunião com colegas democratas em 2019 que preferia ver Trump preso e que insistir no impeachment iria ajudá-lo a ser reeleito.
Em abril de 2019, com a divulgação do relatório de Robert Mueller, referente à interferência russa na eleição de 2016, as perspectivas para um processo de impugnação de Trump eram remotas. Ainda que as investigações não isentaram o presidente, dentre a liderança democrata ponderou-se que as conclusões do relatório não eram suficientes para iniciar o processo. Os democratas, contudo, continuaram suas investigações através dos comitês da Câmara dos Representantes, convocando audiências com figuras ligadas a Trump e buscando a divulgação de sua declaração de imposto de renda, eis que acreditavam que tais informações poderiam ser negativas ao presidente. Em maio, Pelosi indicou que as ações continuadas de Trump, por ela classificadas como obstrução de justiça e recusa em obedecer as ordens do Congresso, poderiam exigir a abertura de processo de impeachment. Ao mesmo tempo, o apoio a tal medida cresceu entre os representantes democratas.

## Escândalo envolvendo a Ucrânia

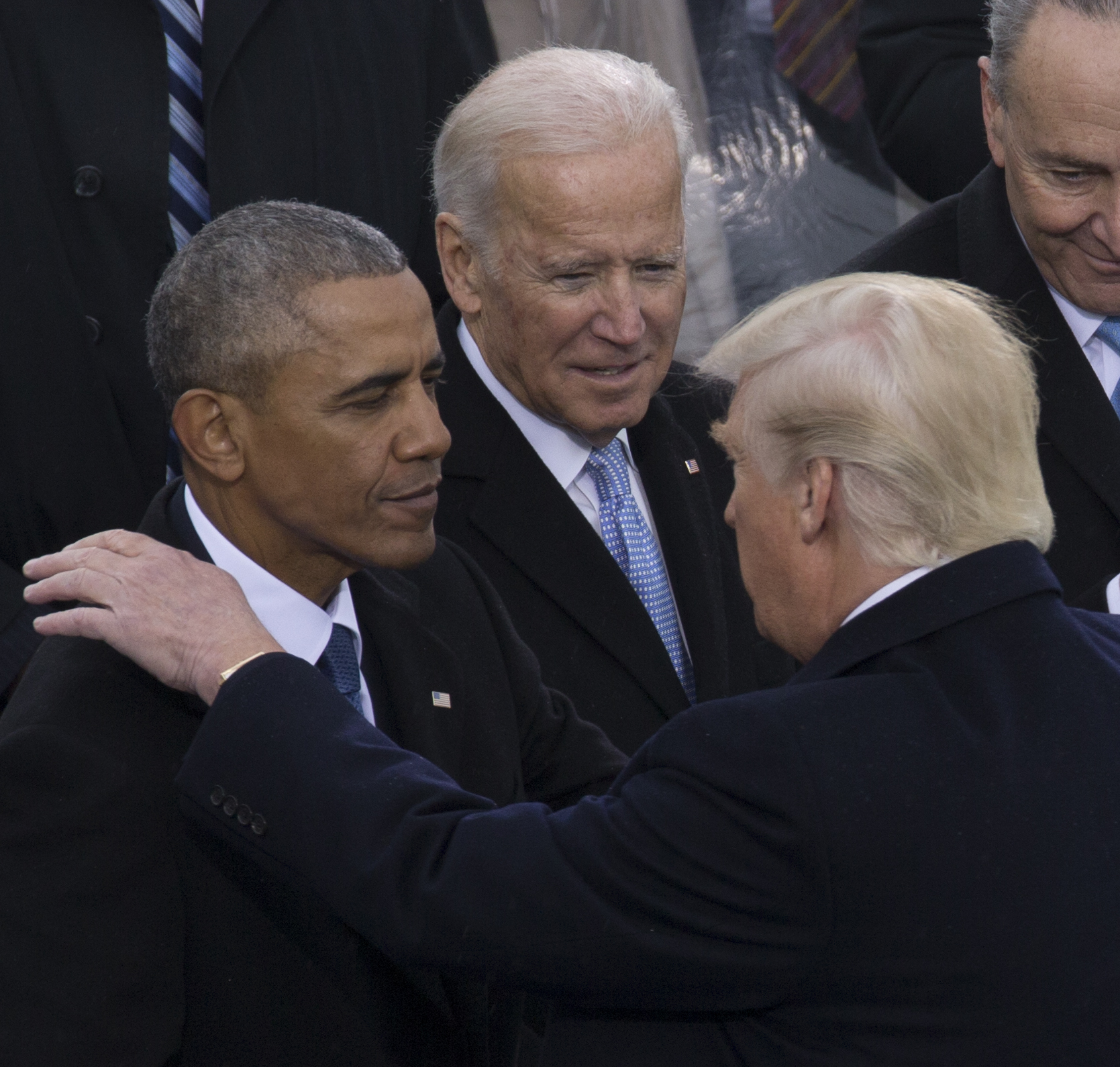
Trump cumprimentando Barack Obama, ao lado de Joe Biden, em janeiro de 2017

De maio a agosto de 2019, Trump e seu advogado pessoal Rudy Giuliani pressionaram o governo da Ucrânia a investigar Hunter Biden, filho de Joe Biden, um dos principais candidatos à nomeação democrata para a eleição presidencial de 2020. Ao mesmo tempo, Trump suspendeu uma ajuda militar de US$ 400 milhões à Ucrânia, a qual liberou mais tarde. Em meados de setembro de 2019, o caso foi reportado pela imprensa, que relatou que um delator, integrante da comunidade de inteligência norte-americana, apresentou uma denúncia aos seus oficiais superiores relativas a "diversas ações" de Trump, as quais envolvia um líder estrangeiro.
Em meados de agosto de 2019, embora tenha identificado que o delator possuía um "viés político discutível" contra Trump, a denúncia foi classificada como "urgente e credível" pelo Inspetor Geral da Comunidade de Inteligência (ICIG), sendo então submetida a Joseph Maguire, diretor de Inteligência Nacional (DNI). Embora a legislação ordene que o DNI deva encaminhar a queixa aos Comitês de Inteligência do Senado e da Câmara, Maguire se recusou a fazê-lo, bem como a Casa Branca e o Departamento de Justiça. A negativa levou membros do Senado e da Câmara a exigirem que o executivo compartilhasse a denúncia. No Senado, a resolução demandando o recebimento do material foi apoiada por todos os 100 senadores.
Em 22 de setembro, Trump reconheceu que havia falado sobre Joe Biden durante um telefonema com o presidente ucraniano Volodymyr Zelensky, na qual teria dito: "não queremos nosso povo, como o vice-presidente Biden e seu filho, criando a corrupção que já existe na Ucrânia." Em 24 de setembro, Trump permitiu a divulgação de um dos telefonemas, no qual o norte-americano pediu um "favor" ao homólogo ucraniano antes de demandar uma investigação sobre Biden e seu filho. Apesar das alegações de Trump, não havia evidências de que Hunter ou Joe Biden tivessem cometido alguma irregularidade. Ainda, de acordo com a legislação norte-americana, constitui-se um crime federal concordar ou solicitar a um governo estrangeiro assistência em campanhas eleitorais. No entanto, o Departamento de Justiça, liderado por William Barr (nomeado por Trump), afirmou que não processaria o presidente.

## Processo na Câmara dos Representantes

### Abertura do inquérito de impugnação

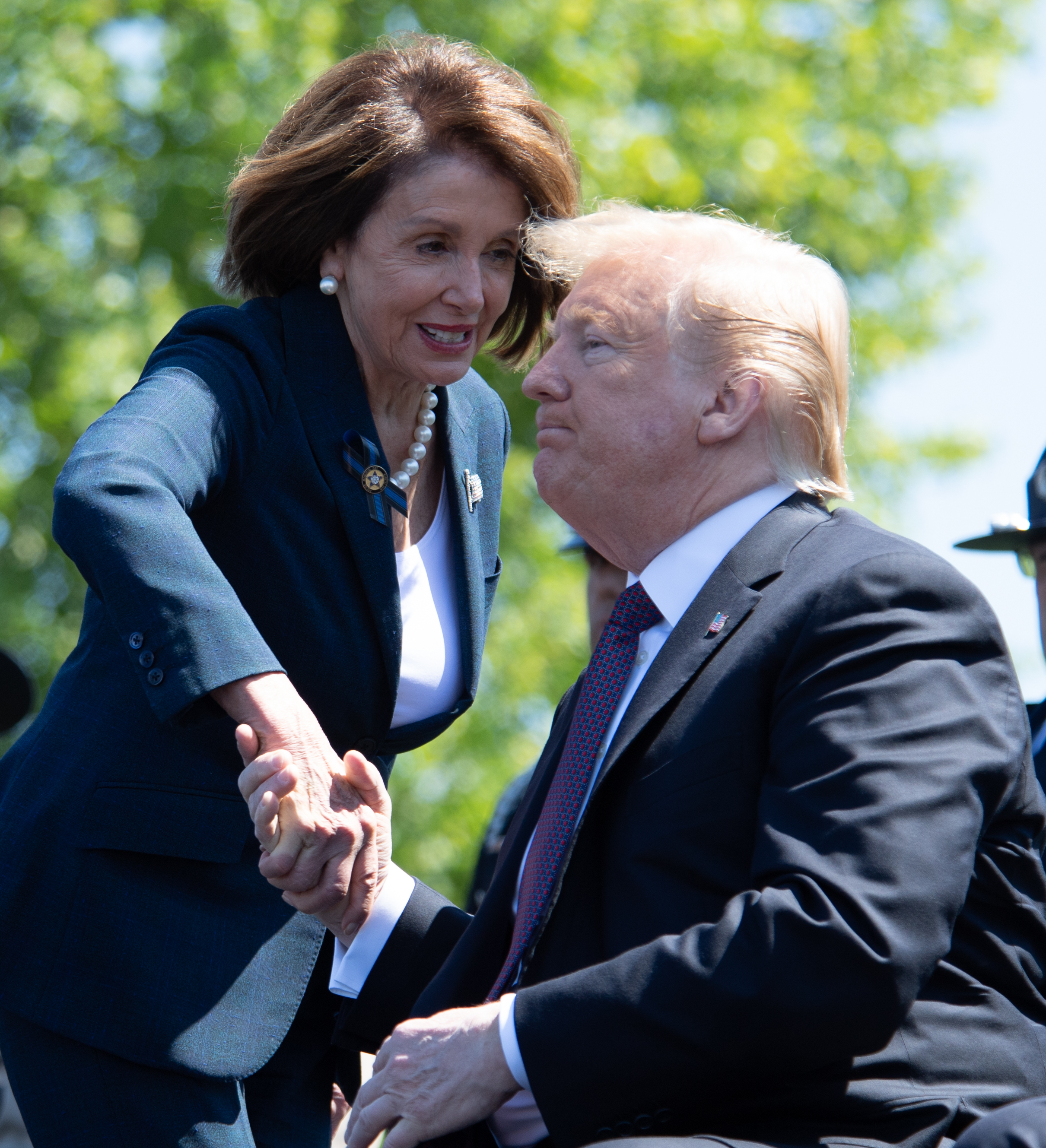
Trump e a presidente da Câmara dos Representantes, Nancy Pelosi, em maio de 2019.

Na noite de 24 de setembro, Pelosi anunciou a abertura de um inquérito formal para a impugnação de Trump, ordenando que seis comitês da Câmara dos Representantes ficassem encarregados de produzirem o documento, que poderia recomendar a cassação do mandato do presidente. Pelosi acusou Trump de trair seu juramento de posse, a segurança nacional dos Estados Unidos e a integridade das eleições no país, afirmando que ninguém estava acima da lei. A abertura do inquérito foi saudada pelo líder democrata no Senado, Chuck Schumer, e rechaçada pelos líderes republicanos no Congresso, Kevin McCarthy e Mitch McConnell.
Antes da determinação de Pelosi, a Câmara já estava investigando potenciais condutas passíveis de impugnação por Trump. Eram encarregados desta função seis comitês, quais sejam, os comitês de Serviços Financeiros, Judiciário, Permanente de Seleção de Inteligência, Assuntos Externos, Supervisão e Reforma e Caminhos e Meios. Com o anúncio da presidente, tais comitês continuariam seus trabalhos em um escopo posteriormente definido pelos representantes. As investigações poderiam resultar no Comitê do Judiciário produzindo acusações passíveis de impeachment contra Trump, que então seriam votadas pelo plenário da Câmara. Por maioria simples, os representantes declarariam, ou não, o "impeachment". Se aprovado, o processo seguiria para julgamento no Senado.
Trump recebeu a decisão de Pelosi com incredulidade. Ainda que temesse sofrer um processo de impugnação desde que os democratas retomaram o controle da Câmara, o presidente acreditou que sua decisão de divulgar o conteúdo do telefonema com Zelensky seria suficiente para acalmar a oposição. No Twitter, afirmou que a abertura do inquérito representava um "caça às bruxas" e "assédio presidencial." Em entrevista coletiva, Trump rejeitou as acusações de que teria cometido irregularidades, bem como defendeu a inexistência de quid pro quo.

### Inquérito
A fase de investigações iniciou imediatamente após Pelosi anunciar sua decisão. Durante o mês de outubro, os comitês de Inteligência, Supervisão e Relações Exteriores colheram testemunhos, incluindo do embaixador Bill Taylor, de Laura Cooper (a principal autoridade do Pentágono responsável por supervisionar a política dos EUA relacionada à Ucrânia) e de Fiona Hill (ex-funcionária da Casa Branca). As testemunhas afirmaram que acreditavam que Trump queria que Zelensky anunciasse publicamente investigações sobre os Biden e a Burisma, além de confirmar a teoria propagada pelo presidente de que os ucranianos interferiram na eleição de 2016 a favor de Hillary Clinton – o que foi desmentido pelo serviço de inteligência norte-americano. Em 8 de outubro, a Casa Branca informou à Câmara que não iria cooperar com as investigações, alegando como base para tal decisão o fato de que os deputados não haviam aprovado o início do inquérito e que alguns testemunhos estavam ocorrendo sob sigilo.

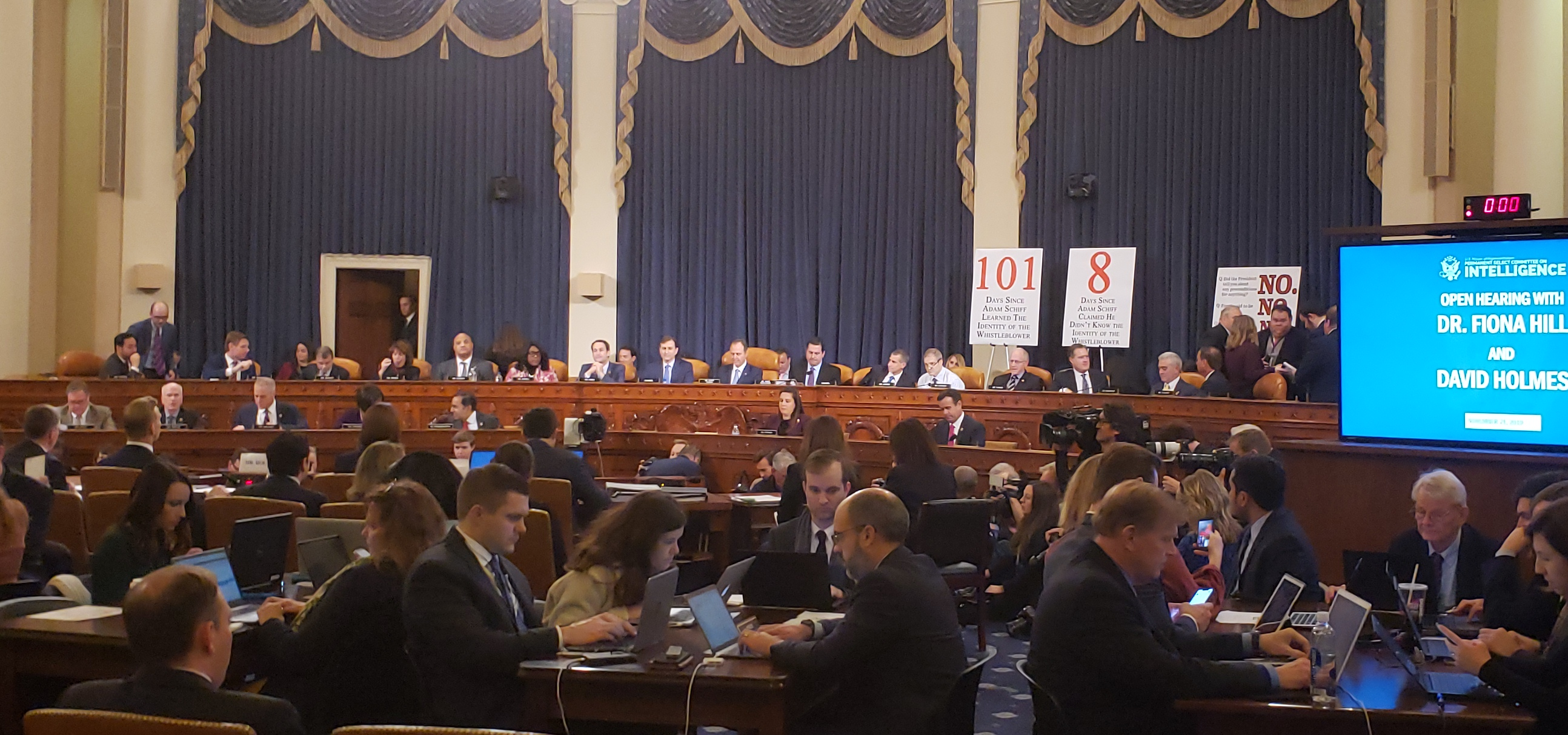
Testemunhos de Fiona Hill e Devid Holmes ao Comitê de Inteligência da Câmara, em novembro de 2019.

Em 29 de outubro, o representante Jim McGovern (D-Massachusetts) apresentou uma resolução (H. Res. 660), encaminhada ao Comitê de Regras, que estabeleceu o "formato de audiências abertas no Comitê de Inteligência da Câmara", o qual incluiu a divulgação das transcrições dos depoimentos. Em novembro de 2019, o Comitê de Inteligência realizou várias audiências públicas nas quais testemunhos foram ouvidos publicamente. Em 13 de novembro, Taylor e Kent testemunharam publicamente. Os representantes colheram depoimentos de outras figuras importantes, como da embaixadora Yovanovitch, de Jennifer Williams (conselheira do vice-presidente Mike Pence), de Kurt Volker (representante especial para a Ucrânia), dentre outros.
Em 20 de novembro de 2019, o embaixador dos EUA para a União Europeia, Gordon Sondland, apresentou seu testemunho. Sondland afirmou que conduziu seu trabalho com Giuliani sob "direção expressa do presidente", e entendeu que um potencial convite da Casa Branca para uma visita oficial de Zelensky dependia dos ucranianos anunciarem que investigariam os Biden e as eleições de 2016. Sondland disse que não se lembrava de ouvir de Trump que a ajuda militar à Ucrânia estava em jogo, mas admitiu que havia "um claro quid pro quo." Em 21 de novembro, Fiona Hill criticou os republicanos por divulgarem a "narrativa ficcional" de que a Ucrânia, em vez da Rússia, interferiu nas eleições de 2016, afirmando que a teoria foi disseminada pelos próprios russos.
Em 3 de dezembro, o Comitê de Inteligência da Câmara votou por 13 a 9, seguindo as linhas partidárias, para adotar um relatório final e enviá-lo ao Comitê Judiciário da Câmara. O prefácio do relatório afirma:

O inquérito de impugnação descobriu que o presidente Trump, pessoalmente e atuando através de agentes dentro e fora do governo dos EUA, solicitou a interferência de um governo estrangeiro, a Ucrânia, para beneficiar sua reeleição. Para promover esse esquema, o presidente Trump condicionou atos oficiais a um anúncio público a ser realizado pelo novo presidente ucraniano, Volodymyr Zelensky, de que iniciaria investigações motivadas politicamente sobre um oponente interno do presidente Trump. Ao pressionar o presidente Zelensky a cumprir sua demanda, o presidente Trump suspendeu a realização de um encontro na Casa Branca que o presidente Zelensky desesperadamente almejava e a crítica assistência militar dos EUA à Ucrânia para combater a agressão russa no leste do país.

Os republicanos que integravam os comitês da Câmara divulgaram um relatório oposicionista no dia anterior, no qual alegavam que as evidências não corroboravam as acusações. O relatório republicano afirmou: "as evidências apresentadas não provam nenhuma dessas alegações democratas, e nenhuma das testemunhas dos democratas testemunhou ter evidências de suborno, extorsão ou qualquer crime ou contravenção." Os republicanos também argumentaram que o impulso para o impeachment era motivado apenas politicamente, afirmando que "os democratas estão tentando acusar um presidente devidamente eleito com base nas acusações e suposições de burocratas não eleitos que discordam das iniciativas e processos políticos do presidente Trump."

### Audiências do Comitê Judiciário
Em 5 de dezembro, a presidente Pelosi autorizou o Comitê Judiciário a começar a redigir artigos de impugnação . Nos Estados Unidos, os "artigos" são o conjunto de acusações formuladas contra um funcionário público para dar início ao processo. Nos casos que envolvem o presidente, ou qualquer outro servidor público federal, como os juízes federais, os artigos são redigidos pela Câmara dos Representantes e, se receberem aprovação por maioria simples, são enviados ao Senado para julgamento. O agente só é afastado de seu cargo se o Senado condená-lo, o que requer o aval de dois terços dos senadores.
O Comitê Judiciário realizou uma série de audiências, convidando Trump e seus advogados a participar. O governo recusou, pois o presidente tinha programado participar de uma cúpula da OTAN em Londres. O advogado da Casa Branca novamente informou que a administração não ofereceria uma defesa ou participaria do inquérito de impeachment, escrevendo ao presidente Nadler: "Como você sabe, seu inquérito de impeachment é completamente infundado e violou os princípios básicos do devido processo e justiça imparcial." Em resposta, Nadler afirmou: "Demos ao presidente Trump uma oportunidade justa de interrogar testemunhas e apresentar as suas próprias questões para abordar as evidências contundentes diante de nós. Depois de ouvi-lo reclamar do processo de impeachment, esperávamos que ele aceitasse o nosso convite."
Na primeira audiência, realizada em 4 de dezembro, houve uma discussão acadêmica sobre a definição de uma ofensa passível de impugnação. As testemunhas convidadas pelos democratas foram os professores de direito Noah Feldman, de Harvard, Pamela S. Karlan, de Stanford, e Michael Gerhardt, da Universidade da Carolina do Norte. Os republicanos convidaram Jonathan Turley, um estudioso de Direito Constitucional da Universidade George Washington; Turley, que testemunhou a favor do impeachment do presidente Bill Clinton em 1999, defendeu sua contrariedade ao impeachment de Trump, citando faltarem evidências para tanto.

### Artigos de impugnação
Na manhã de 10 de dezembro, os democratas no Comitê Judiciário da Câmara anunciaram que apresentariam dois artigos de impugnação, designados H. Res. 755: (1) abuso de poder e (2) obstrução do Congresso, ambos relacionados à conduta de Trump no escândalo com a Ucrânia. O rascunho do texto dos artigos foi divulgado mais tarde naquele dia, bem como um relatório do Comitê Judiciário descrevendo a questão constitucional ligada ao processo, argumentando que "o impeachment faz parte da governança democrática." Em 13 de dezembro, o comitê aprovou ambos os artigos por 23 a 17; todos os democratas presentes votaram a favor e todos os republicanos presentes votaram contra. Os artigos então foram encaminhados ao pleno da Câmara.
O Comitê Judiciário da Câmara divulgou um relatório de 658 páginas sobre os artigos de impugnação em 16 de dezembro, especificando supostos subornos criminosos e fraudes praticados por Trump como parte do artigo sobre abuso de poder. O resultado no Comitê foi o seguinte:
|                    | Democrata          | 23                 | 0                  | 1                  |                    | Democrata          | 23                 | 0                  | 1                  |
|                    | Republicano        | 0                  | 17                 | 0                  |                    | Republicano        | 0                  | 17                 | 0                  |
| Total              | Total              | 23                 | 17                 | 1                  | Total              | Total              | 23                 | 17                 | 1                  |
| Submetido ao pleno | Submetido ao pleno | Submetido ao pleno | Submetido ao pleno | Submetido ao pleno | Submetido ao pleno | Submetido ao pleno | Submetido ao pleno | Submetido ao pleno | Submetido ao pleno |

### Votação pelo pleno
Em 17 de dezembro, o Comitê de Regras realizou uma audiência para determinar as regras que regeriam o debate sobre a impugnação. A primeira votação, de um total de três, abordou as regras do debate, resultando em uma votação de 228 a 197, com todos os republicanos e dois democratas votando contra. Imediatamente após, seguiu-se um debate de seis horas. Um dos destaques da discussão ocorreu quando o representante Barry Loudermilk (R-Geórgia) comparou o inquérito de impeachment do presidente Trump ao julgamento de Jesus Cristo, dizendo que o salvador cristão foi tratado muito melhor pelas autoridades.
A votação na Câmara dos Representantes ocorreu em 18 de dezembro de 2019. Pouco depois das 20h30min EST, ambos os artigos de impeachment haviam sido aprovados. A votação sobre a acusação de abuso de poder terminou em 230 a favor, 197 contra e 1 presente; todos os democratas da Câmara votaram a favor, exceto Collin Peterson e Jeff Van Drew, que votaram contra, e Tulsi Gabbard, que votou "presente"; odos os republicanos da Câmara votaram contra, embora o ex-republicano que se tornou o independente Justin Amash tenha votado a favor dos dois artigos. A votação sobre a acusação de obstrução do Congresso terminou em 229 a favor, 198 contra e 1 presente; todos os democratas votaram a favor, exceto Peterson, Van Drew e Jared Golden, que votaram contra; Gabbard, novamente, votou "presente."
| Artigo I (abuso de poder) | Artigo I (abuso de poder) | Artigo I (abuso de poder) | Artigo I (abuso de poder) | Artigo I (abuso de poder) | Artigo I (abuso de poder) | Artigo II (obstrução do Congresso) | Artigo II (obstrução do Congresso) | Artigo II (obstrução do Congresso) | Artigo II (obstrução do Congresso) | Artigo II (obstrução do Congresso) | Artigo II (obstrução do Congresso) |
|                           |                           | Sim                       | Não                       | Presente                  | Ausente                   |                                    |                                    | Sim                                | Não                                | Presente                           | Ausente                            |
| ------------------------- | ------------------------- | ------------------------- | ------------------------- | ------------------------- | ------------------------- | ---------------------------------- | ---------------------------------- | ---------------------------------- | ---------------------------------- | ---------------------------------- | ---------------------------------- |
|                           | Democrata                 | 229                       | 2                         | 1                         | 1                         |                                    | Democrata                          | 228                                | 3                                  | 1                                  | 1                                  |
|                           | Republicano               | 0                         | 195                       | 0                         | 2                         |                                    | Republicano                        | 0                                  | 195                                | 0                                  | 2                                  |
|                           | Independente              | 1                         | 0                         | 0                         | 0                         |                                    | Independente                       | 1                                  | 000                                | 0                                  | 0                                  |
| Total                     | Total                     | 230                       | 197                       | 1                         | 3                         | Total                              | Total                              | 229                                | 198                                | 1                                  | 3                                  |
| Adotado                   | Adotado                   | Adotado                   | Adotado                   | Adotado                   | Adotado                   | Adotado                            | Adotado                            | Adotado                            | Adotado                            | Adotado                            | Adotado                            |

Desta forma, Donald Trump se tornou o terceiro presidente norte-americano a sofrer uma impugnação pela Câmara dos Representantes. Apenas Andrew Johnson (1868) e Bill Clinton (1999) foram impedidos pela Câmara, mas ambos foram absolvidos pelo Senado. Outro presidente, Richard Nixon (1974), renunciou durante as investigações preliminares, precisamente após os artigos serem aprovados pelo Comitê da Câmara.

### Repercussão imediata
No dia seguinte à impugnação de Trump, a revista evangélica Christianity Today publicou um editorial pedindo que Trump fosse removido da presidência, afirmando que o presidente "tentou usar seu poder político para coagir um líder estrangeiro a assediar e desacreditar um de seus oponentes políticos. Isso não é apenas uma violação da Constituição; mais importante, é profundamente imoral". Trump por sua vez questionou a validade do impeachment, citando Noah Feldman, professor de direito de Harvard, que argumentou que o impeachment tecnicamente não ocorreu até os artigos serem entregues ao Senado. O presidente twittou ou retweetou mais de 20 mensagens criticando a forma como Pelosi conduziu o processo durante a primeira semana de suas férias em Mar-a-Lago. No dia do Natal, Trump twittou:
Por que a louca Nancy Pelosi, apenas por ter uma pequena maioria na Câmara, pode buscar a impugnação contra o presidente dos Estados Unidos? Obteve ZERO votos republicanos, não houve crime, a ligação com a Ucrânia foi perfeita, sem "pressão". Ela disse que deve ser "bipartidário e avassalador", mas essa fraude de impeachment não foi. Além disso, é muito injusto, sem o devido processo legal, representação adequada ou testemunhas. Agora Pelosi está exigindo tudo o que os republicanos não tinham permissão para ter na Câmara. Os democratas querem dirigir o Senado de maioria republicana. Hipócritas!

### Impasse e votação final

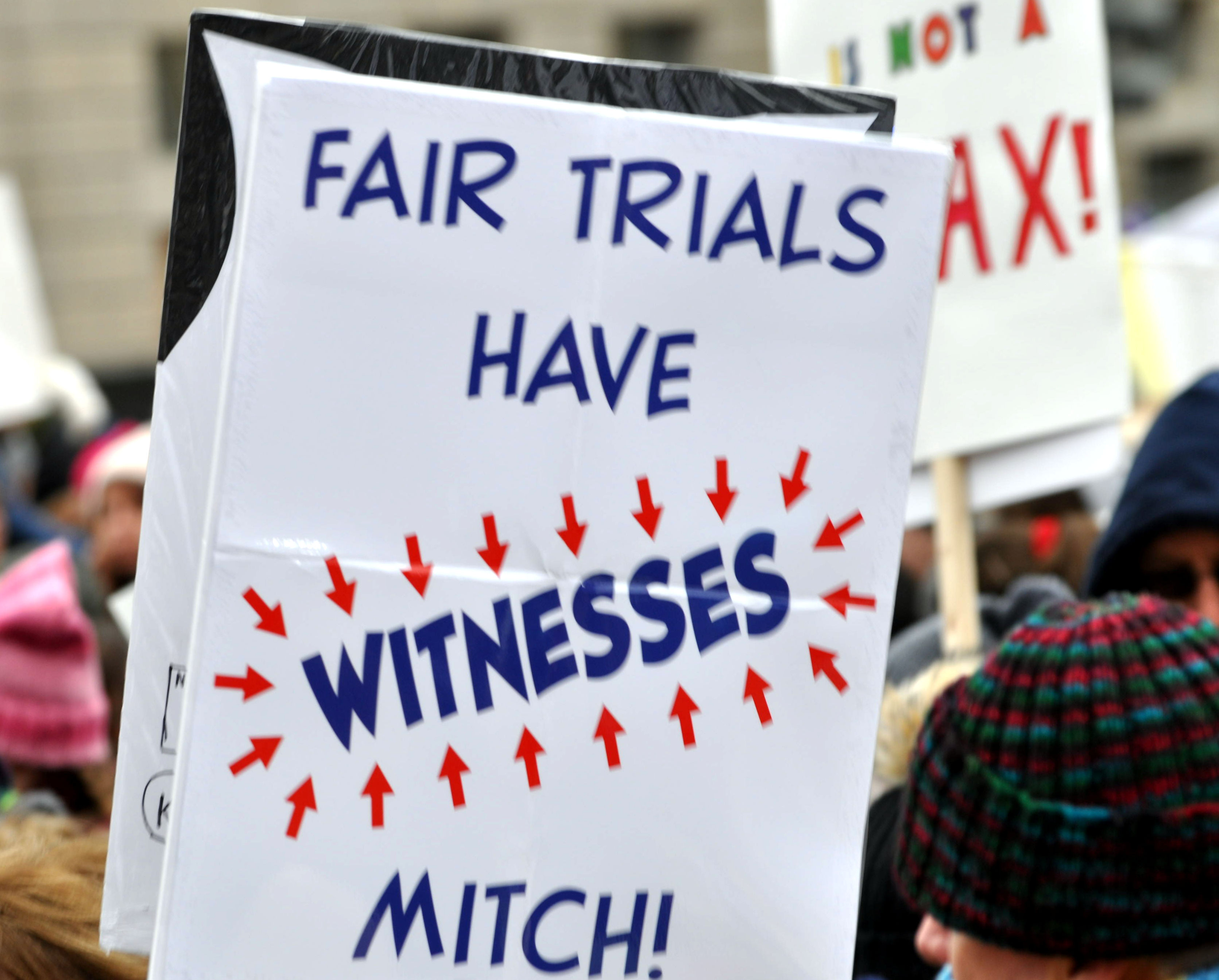
Cartaz exibido por participante da Marcha das Mulheres, em janeiro de 2020, em que se lê: "Julgamentos justos possuem testemunhas, Mitch!"

Antes da Câmara votar pela impugnação, tanto McConnell quanto a presidente do Comitê Judiciário do Senado, Lindsey Graham, expressaram suas intenções de não serem jurados imparciais, ao contrário do juramento que deveriam prestar. McConnell afirmou: "eu não sou um jurado imparcial. Este é um processo político. Não há nada judicial nisso. O impeachment é uma decisão política." Já Graham declarou: "estou tentando dar um sinal bem claro de que já me decidi. Não estou tentando fingir ser um jurado isento aqui... farei tudo o que puder para fazer esse julgamento morrer rapidamente".
Em 15 de dezembro, o líder da minoria no Senado, Chuck Schumer, escreveu uma carta a McConnell pedindo o testemunho de Mick Mulvaney, Robert Blair, John Bolton e Michael Duffey. Todos os senadores democratas aprovaram a solicitação. Dois dias depois, McConnell rejeitou a convocação de testemunhas, dizendo que o papel do Senado era o de simplesmente agir como "juiz e júri", não para ajudar no processo de impeachment, sugerindo que as testemunhas fossem chamadas durante o julgamento, como aconteceu no processo de impeachment de Clinton.
Em 18 de dezembro, Pelosi se recusou a comentar quando a resolução da impugnação seria transmitida ao Senado, dizendo: "até agora não vimos nada que nos pareça justo." Com a continuação do impasse, senadores republicanos passaram a defender a ideia de que o julgamento deveria iniciar no Senado mesmo sem a transmissão oficial dos artigos de impeachment pela Câmara. Pelosi acabou cedendo e anunciando a votação sobre o envio dos artigos ao Senado, bem como os deputados democratas que conduziriam a acusação no Senado, sob a liderança de Adam Schiff. Em 15 de janeiro, a Câmara aprovou o envio dos artigos para julgamento no Senado, por 228 votos a 193.

## Julgamento pelo Senado

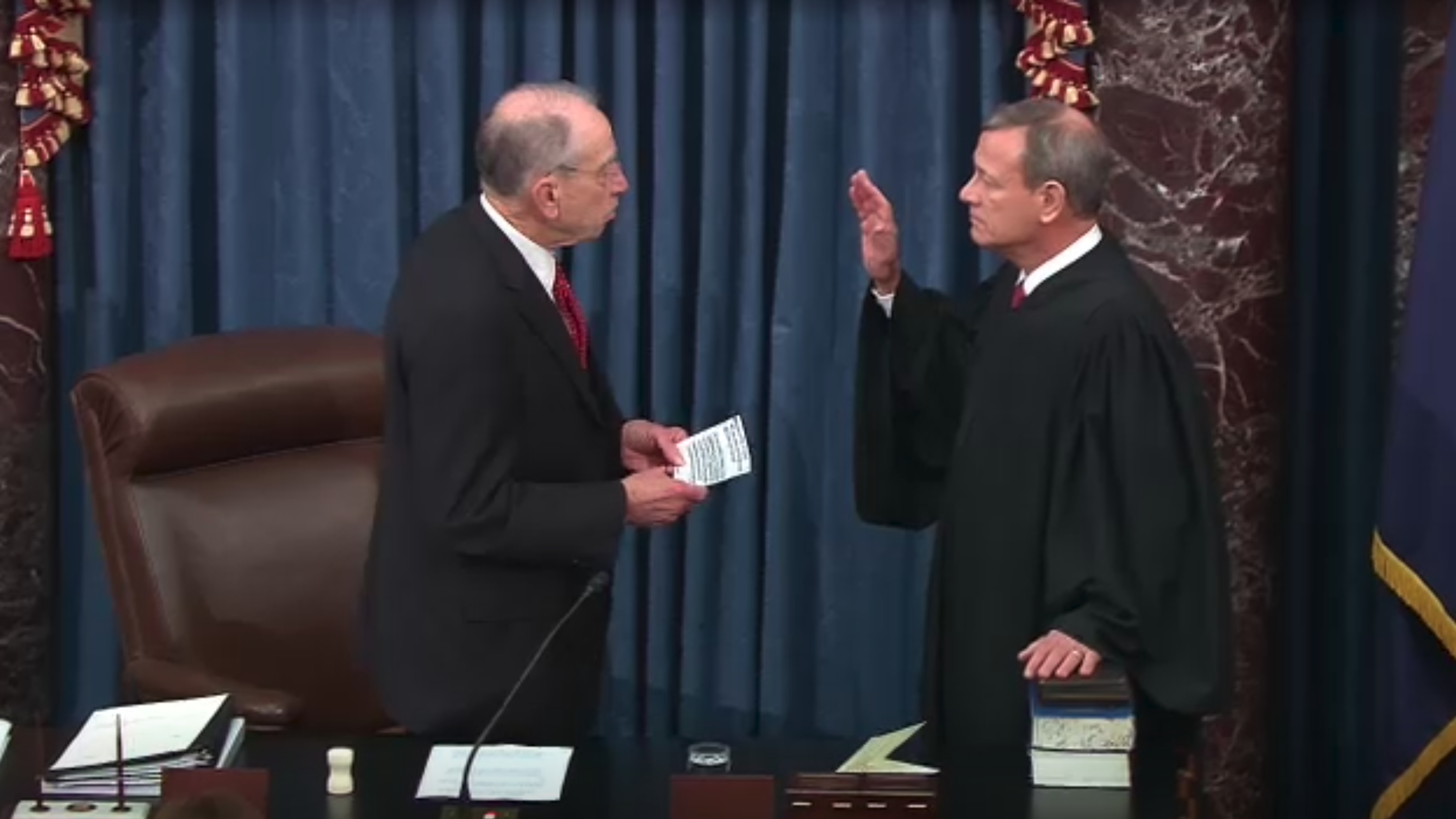
O senador Chuck Grassley administrando o juramento de posse do chefe de Justiça, John Roberts.

### Preparação
Enquanto o inquérito de impugnação estava em andamento, McConnell começou a planejar um possível julgamento. Em 8 de outubro de 2019, liderou uma reunião sobre o assunto, aconselhando seu comitê a dizer que eles se opunham ao processo da Câmara e o mínimo possível. Em novembro, descartou a ideia de que os artigos do impeachment deveriam ser descartados, dizendo: "as regras do impeachment são muito claras, teremos que fazer um julgamento". Em 2 de dezembro, quando os artigos estavam sendo analisados pelo Comitê Judiciário da Câmara, McConnell se reuniu com o advogado da Casa Branca Pat Cipollone e o diretor de Assuntos Legislativos Eric Ueland. No mesmo dia, McConnell declarou que "estou coordenando com os advogados da Casa Branca tudo o que faço durante este processo. Não haverá diferença entre a posição do presidente e a nossa" e que seguiria as sugestões dos advogados do presidente. McConnell acrescentou que a coordenação com a Casa Branca também se refere à possibilidade de convocação de testemunhas, e disse a Sean Hannity, da Fox News, que não havia chance de Trump ser condenado, expressando sua esperança de que todos os republicanos do Senado absolvessem o presidente de ambas as acusações.

### Encarregados
A Constituição dos Estados Unidos estabelece o chefe de Justiça da Suprema Corte como responsável por presidir os processos de impugnação. O chefe de Justiça John Roberts, indicado para o cargo por George W. Bush em 2005, foi empossado nesta posição. Pelosi indicou a equipe de acusação, formada pelos deputados Adam Schiff (D-CA), como líder, além de Jerry Nadler (D-NY), Zoe Lofgren (D-CA), Hakeem Jeffries (D-NY) e Val Demings (D-FL), Jason Crow (D-CO) e Sylvia Garcia (D-TX). Trump nomeou uma equipe de defesa liderada pelo advogado da Casa Branca Pat Cipollone e seu advogado particular Jay Sekulow, que anteriormente representou Trump na investigação sobre a interferência da Rússia nas eleições norte-americanas.

### Processo

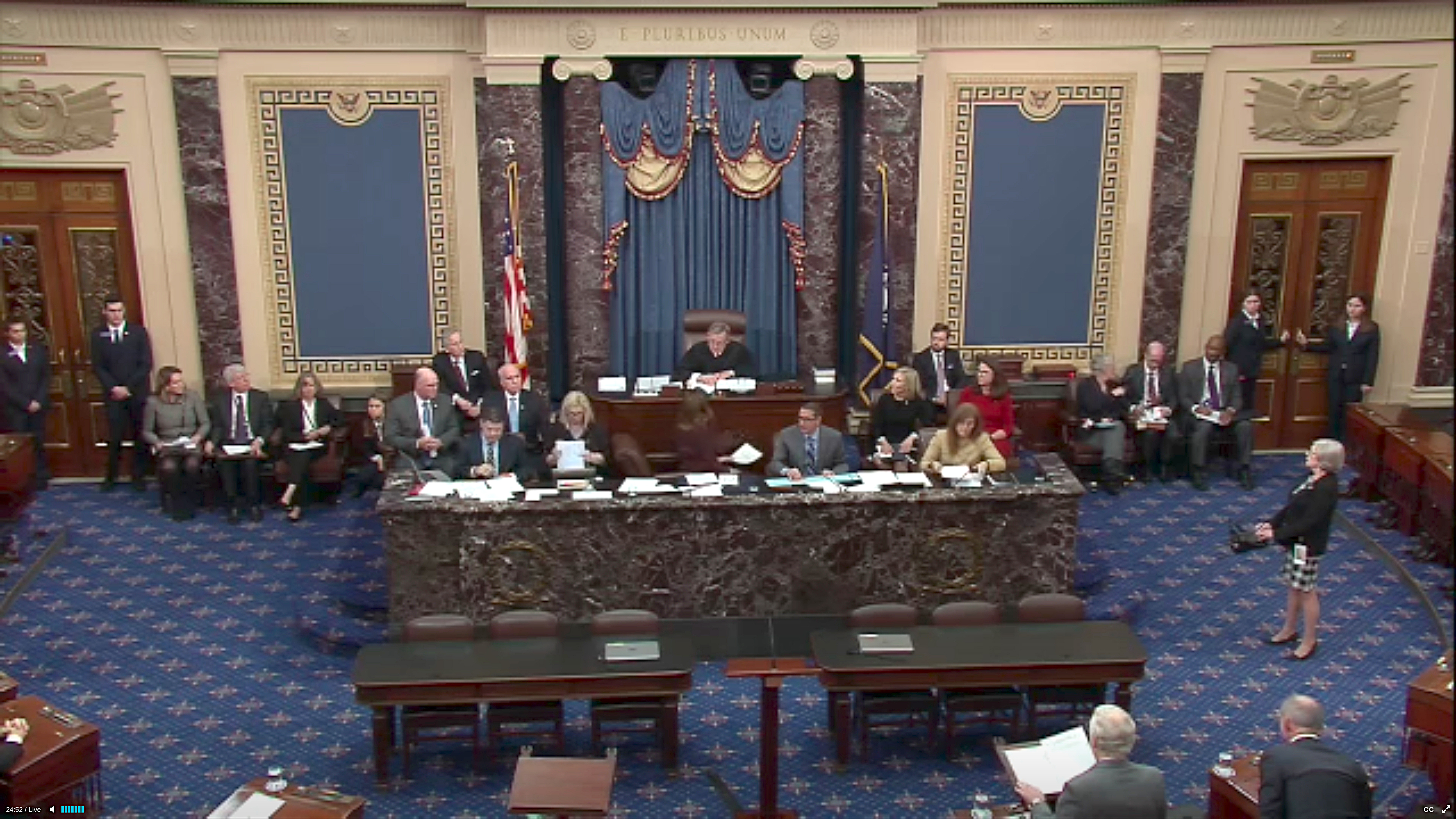
Sessão do julgamento do processo de impugnação de Trump sendo conduzida por Roberts, em 16 de janeiro de 2020.

O Artigo I, Seção 3, Cláusula 6 da Constituição dos Estados Unidos estabeleceu que "o Senado terá o poder único de julgar todas as impugnações." De acordo com as regras de impeachment do Senado adotadas em 1986, o envio dos artigos ao Senado marca o início do julgamento. Os artigos foram entregues formalmente em 15 de janeiro de 2020 e apresentados no dia seguinte.
No final da sessão de 21 de janeiro, o Senado votou, seguindo as linhas partidárias, para aprovar as regras de julgamento propostas por McConnell e rejeitar onze emendas propostas pelos democratas. McConnell declarou que desejava seguir as regras estabelecidas em 1999, para o julgamento de Clinton, que previam o turno da manhã reservado para tratar os assuntos do Senado e o turno da tarde reservado para o julgamento, mas sua resolução amentou de 6 para 8 horas o tempo destinado diariamente para os argumentos iniciais. A resolução também incluiu disposições para uma votação sobre a intimação de testemunhas ou documentos após os argumentos iniciais.
Os argumentos iniciais da acusação e a apresentação de evidências ocorreram entre 22 e 24 de janeiro. A acusação buscou argumentar que as ações de Trump eram corruptas o suficiente para justificar seu afastamento do cargo. No primeiro dia, Schiff declarou aos senadores: "a má conduta do presidente não pode ser decidida nas urnas porque não podemos ter certeza de que a votação será razoavelmente ganha." Schiff classificou as ações de Trump como quid pro quo e Nadler o tachou de ditador, declarando que "o presidente se declarou acima da lei. Ele o fez porque é culpado."
A apresentação dos argumentos da defesa de Trump começou em 25 de janeiro. Os principais argumentos foram a falta de evidências diretas de irregularidades e que os democratas estavam tentando usar a impugnação para roubar as eleições de 2020. O professor Alan Dershowitz argumentou que, embora um presidente possa sofrer impeachment por cometer um ato criminoso, independentemente do motivo, a ideia de um quid pro quo como sendo uma base para a remoção do cargo exige que o quo seja algo ilegal, e que simplesmente ter outros motivos para solicitar um ato legal (uma investigação sobre suposta corrupção) não seria motivo suficiente para o impeachment.
Em 31 de janeiro, após uma sessão de debates, o Senado votou contra a possibilidade de intimação de testemunhas ou documentos em uma votação de 51-49. 51 senadores republicanos votaram contra a convocação de testemunhas, enquanto 45 senadores democratas, dois independentes que normalmente votam com os democratas e dois republicanos (Mitt Romney e Susan Collins) votaram a favor.

### Absolvição
De acordo com a Constituição dos Estados Unidos, era necessária uma maioria de dois terços do Senado para condenar o presidente. As possíveis penalidades eram seu afastamento da presidência e a inabilitação para ocupar outros cargos futuramente. Em 5 de fevereiro de 2020, o Senado absolveu Trump de ambas as acusações. Na primeira delas, de abuso de poder, 52 senadores votaram contra a condenação, enquanto 48 votaram a favor. Na segunda, de obstrução do Congresso, 53 foram contrários e 47 favoráveis à condenação. Os votos foram nitidamente divididos ao longo das linhas partidárias. Todos os democratas, e os senadores independentes alinhados aos democratas, consideraram o presidente culpado de ambas as acusações. Apenas um republicano, Mitt Romney, votou para condenar Trump por abuso de poder, fazendo dele o único senador, na história do país, a votar para condenar um presidente de seu próprio partido político em um julgamento de impeachment.
| Julgamento dos artigos de impugnação pelo Senado (necessário o voto de 67 senadores para condenar Trump) | Julgamento dos artigos de impugnação pelo Senado (necessário o voto de 67 senadores para condenar Trump) | Julgamento dos artigos de impugnação pelo Senado (necessário o voto de 67 senadores para condenar Trump) | Julgamento dos artigos de impugnação pelo Senado (necessário o voto de 67 senadores para condenar Trump) | Julgamento dos artigos de impugnação pelo Senado (necessário o voto de 67 senadores para condenar Trump) |
| Artigo I (Abuso de poder) | Partido                                                                                                  | Partido                                                                                                  | Partido                                                                                                  | Votos totais                                                                                             |
| Artigo I (Abuso de poder) | Democrata                                                                                                | Republicano                                                                                              | Independente                                                                                             | Votos totais                                                                                             |
| --- | --- | --- | --- | --- |
| Sim (culpado) | 45 | 01 | 02 | 48 |
| Não (inocente) | 0 | 52 | 0 | 52 |
| Artigo II (Obstrução do Congresso) | Partido                                                                                                  | Partido                                                                                                  | Partido                                                                                                  | Votos totais                                                                                             |
| Artigo II (Obstrução do Congresso) | Democrata                                                                                                | Republicano                                                                                              | Independente                                                                                             | Votos totais                                                                                             |
| Sim (culpado) | 45 | 0 | 02 | 47 |
| Não (inocente) | 0 | 53 | 0 | 53 |
| \| Votação por senador \| Votação por senador \| Votação por senador \| Votação por senador \| \| Senador \| Estado e partido \| Votação do Artigo I \| Votação do Artigo II \| \| ---------------------- \| ------------------- \| ------------------- \| -------------------- \| \| Doug Jones \| D–AL \| Culpado \| Culpado \| \| Richard Shelby \| R–AL \| Inocente \| Inocente \| \| Dan Sullivan \| R–AK \| Inocente \| Inocente \| \| Lisa Murkowski \| R–AK \| Inocente \| Inocente \| \| Kyrsten Sinema \| D–AZ \| Culpado \| Culpado \| \| Martha McSally \| R–AZ \| Inocente \| Inocente \| \| Tom Cotton \| R–AR \| Inocente \| Inocente \| \| John Boozman \| R–AR \| Inocente \| Inocente \| \| Dianne Feinstein \| D–CA \| Culpado \| Culpado \| \| Kamala Harris \| D–CA \| Culpado \| Culpado \| \| Cory Gardner \| R–CO \| Inocente \| Inocente \| \| Michael Bennet \| D–CO \| Culpado \| Culpado \| \| Chris Murphy \| D–CT \| Culpado \| Culpado \| \| Richard Blumenthal \| D–CT \| Culpado \| Culpado \| \| Tom Carper \| D–DE \| Culpado \| Culpado \| \| Chris Coons \| D–DE \| Culpado \| Culpado \| \| Rick Scott \| R–FL \| Inocente \| Inocente \| \| Marco Rubio \| R–FL \| Inocente \| Inocente \| \| David Perdue \| R–GA \| Inocente \| Inocente \| \| Kelly Loeffler \| R–GA \| Inocente \| Inocente \| \| Mazie Hirono \| D–HI \| Culpado \| Culpado \| \| Brian Schatz \| D–HI \| Culpado \| Culpado \| \| Jim Risch \| R–ID \| Inocente \| Inocente \| \| Mike Crapo \| R–ID \| Inocente \| Inocente \| \| Dick Durbin \| D–IL \| Culpado \| Culpado \| \| Tammy Duckworth \| D–IL \| Culpado \| Culpado \| \| Mike Braun \| R–IN \| Inocente \| Inocente \| \| Todd Young \| R–IN \| Inocente \| Inocente \| \| Joni Ernst \| R–IA \| Inocente \| Inocente \| \| Chuck Grassley \| R–IA \| Inocente \| Inocente \| \| Pat Roberts \| R–KS \| Inocente \| Inocente \| \| Jerry Moran \| R–KS \| Inocente \| Inocente \| \| Mitch McConnell \| R–KY \| Inocente \| Inocente \| \| Rand Paul \| R–KY \| Inocente \| Inocente \| \| Bill Cassidy \| R–LA \| Inocente \| Inocente \| \| John Kennedy \| R–LA \| Inocente \| Inocente \| \| Angus King \| I–ME \| Culpado \| Culpado \| \| Susan Collins \| R–ME \| Inocente \| Inocente \| \| Ben Cardin \| D–MD \| Culpado \| Culpado \| \| Chris Van Hollen \| D–MD \| Culpado \| Culpado \| \| Elizabeth Warren \| D–MA \| Culpado \| Culpado \| \| Ed Markey \| D–MA \| Culpado \| Culpado \| \| Debbie Stabenow \| D–MI \| Culpado \| Culpado \| \| Gary Peters \| D–MI \| Culpado \| Culpado \| \| Amy Klobuchar \| D–MN \| Culpado \| Culpado \| \| Tina Smith \| D–MN \| Culpado \| Culpado \| \| Roger Wicker \| R–MS \| Inocente \| Inocente \| \| Cindy Hyde-Smith \| R–MS \| Inocente \| Inocente \| \| Josh Hawley \| R–MO \| Inocente \| Inocente \| \| Roy Blunt \| R–MO \| Inocente \| Inocente \| \| Jon Tester \| D–MT \| Culpado \| Culpado \| \| Steve Daines \| R–MT \| Inocente \| Inocente \| \| Deb Fischer \| R–NE \| Inocente \| Inocente \| \| Ben Sasse \| R–NE \| Inocente \| Inocente \| \| Jacky Rosen \| D–NV \| Culpado \| Culpado \| \| Catherine Cortez Masto \| D–NV \| Culpado \| Culpado \| \| Jeanne Shaheen \| D–NH \| Culpado \| Culpado \| \| Maggie Hassan \| D–NH \| Culpado \| Culpado \| \| Bob Menendez \| D–NJ \| Culpado \| Culpado \| \| Cory Booker \| D–NJ \| Culpado \| Culpado \| \| Martin Heinrich \| D–NM \| Culpado \| Culpado \| \| Tom Udall \| D–NM \| Culpado \| Culpado \| \| Kirsten Gillibrand \| D–NY \| Culpado \| Culpado \| \| Chuck Schumer \| D–NY \| Culpado \| Culpado \| \| Thom Tillis \| R–NC \| Inocente \| Inocente \| \| Richard Burr \| R–NC \| Inocente \| Inocente \| \| Kevin Cramer \| R–ND \| Inocente \| Inocente \| \| John Hoeven \| R–ND \| Inocente \| Inocente \| \| Sherrod Brown \| D–OH \| Culpado \| Culpado \| \| Rob Portman \| R–OH \| Inocente \| Inocente \| \| Jim Inhofe \| R–OK \| Inocente \| Inocente \| \| James Lankford \| R–OK \| Inocente \| Inocente \| \| Jeff Merkley \| D–OR \| Culpado \| Culpado \| \| Ron Wyden \| D–OR \| Culpado \| Culpado \| \| Bob Casey Jr. \| D–PA \| Culpado \| Culpado \| \| Pat Toomey \| R–PA \| Inocente \| Inocente \| \| Sheldon Whitehouse \| D–RI \| Culpado \| Culpado \| \| Jack Reed \| D–RI \| Culpado \| Culpado \| \| Lindsey Graham \| R–SC \| Inocente \| Inocente \| \| Tim Scott \| R–SC \| Inocente \| Inocente \| \| Mike Rounds \| R–SD \| Inocente \| Inocente \| \| John Thune \| R–SD \| Inocente \| Inocente \| \| Marsha Blackburn \| R–TN \| Inocente \| Inocente \| \| Lamar Alexander \| R–TN \| Inocente \| Inocente \| \| Ted Cruz \| R–TX \| Inocente \| Inocente \| \| John Cornyn \| R–TX \| Inocente \| Inocente \| \| Mitt Romney \| R–UT \| Culpado \| Inocente \| \| Mike Lee \| R–UT \| Inocente \| Inocente \| \| Bernie Sanders \| I–VT \| Culpado \| Culpado \| \| Patrick Leahy \| D–VT \| Culpado \| Culpado \| \| Tim Kaine \| D–VA \| Culpado \| Culpado \| \| Mark Warner \| D–VA \| Culpado \| Culpado \| \| Maria Cantwell \| D–WA \| Culpado \| Culpado \| \| Patty Murray \| D–WA \| Culpado \| Culpado \| \| Joe Manchin \| D–WV \| Culpado \| Culpado \| \| Shelley Moore Capito \| R–WV \| Inocente \| Inocente \| \| Tammy Baldwin \| D–WI \| Culpado \| Culpado \| \| Ron Johnson \| R–WI \| Inocente \| Inocente \| \| John Barrasso \| R–WY \| Inocente \| Inocente \| \| Mike Enzi \| R–WY \| Inocente \| Inocente \| Fontes: | | | | |
| Votação por senador | | | | |
| Senador | Estado e partido                                                                                         | Votação do Artigo I                                                                                      | Votação do Artigo II                                                                                     | |
| Doug Jones | D–AL | Culpado                                                                                                  | Culpado                                                                                                  | |
| Richard Shelby | R–AL | Inocente                                                                                                 | Inocente                                                                                                 | |
| Dan Sullivan | R–AK | Inocente                                                                                                 | Inocente                                                                                                 | |
| Lisa Murkowski | R–AK | Inocente                                                                                                 | Inocente                                                                                                 | |
| Kyrsten Sinema | D–AZ | Culpado                                                                                                  | Culpado                                                                                                  | |
| Martha McSally | R–AZ | Inocente                                                                                                 | Inocente                                                                                                 | |
| Tom Cotton | R–AR | Inocente                                                                                                 | Inocente                                                                                                 | |
| John Boozman | R–AR | Inocente                                                                                                 | Inocente                                                                                                 | |
| Dianne Feinstein | D–CA | Culpado                                                                                                  | Culpado                                                                                                  | |
| Kamala Harris | D–CA | Culpado                                                                                                  | Culpado                                                                                                  | |
| Cory Gardner | R–CO | Inocente                                                                                                 | Inocente                                                                                                 | |
| Michael Bennet | D–CO | Culpado                                                                                                  | Culpado                                                                                                  | |
| Chris Murphy | D–CT | Culpado                                                                                                  | Culpado                                                                                                  | |
| Richard Blumenthal | D–CT | Culpado                                                                                                  | Culpado                                                                                                  | |
| Tom Carper | D–DE | Culpado                                                                                                  | Culpado                                                                                                  | |
| Chris Coons | D–DE | Culpado                                                                                                  | Culpado                                                                                                  | |
| Rick Scott | R–FL | Inocente                                                                                                 | Inocente                                                                                                 | |
| Marco Rubio | R–FL | Inocente                                                                                                 | Inocente                                                                                                 | |
| David Perdue | R–GA | Inocente                                                                                                 | Inocente                                                                                                 | |
| Kelly Loeffler | R–GA | Inocente                                                                                                 | Inocente                                                                                                 | |
| Mazie Hirono | D–HI | Culpado                                                                                                  | Culpado                                                                                                  | |
| Brian Schatz | D–HI | Culpado                                                                                                  | Culpado                                                                                                  | |
| Jim Risch | R–ID | Inocente                                                                                                 | Inocente                                                                                                 | |
| Mike Crapo | R–ID | Inocente                                                                                                 | Inocente                                                                                                 | |
| Dick Durbin | D–IL | Culpado                                                                                                  | Culpado                                                                                                  | |
| Tammy Duckworth | D–IL | Culpado                                                                                                  | Culpado                                                                                                  | |
| Mike Braun | R–IN | Inocente                                                                                                 | Inocente                                                                                                 | |
| Todd Young | R–IN | Inocente                                                                                                 | Inocente                                                                                                 | |
| Joni Ernst | R–IA | Inocente                                                                                                 | Inocente                                                                                                 | |
| Chuck Grassley | R–IA | Inocente                                                                                                 | Inocente                                                                                                 | |
| Pat Roberts | R–KS | Inocente                                                                                                 | Inocente                                                                                                 | |
| Jerry Moran | R–KS | Inocente                                                                                                 | Inocente                                                                                                 | |
| Mitch McConnell | R–KY | Inocente                                                                                                 | Inocente                                                                                                 | |
| Rand Paul | R–KY | Inocente                                                                                                 | Inocente                                                                                                 | |
| Bill Cassidy | R–LA | Inocente                                                                                                 | Inocente                                                                                                 | |
| John Kennedy | R–LA | Inocente                                                                                                 | Inocente                                                                                                 | |
| Angus King | I–ME | Culpado                                                                                                  | Culpado                                                                                                  | |
| Susan Collins | R–ME | Inocente                                                                                                 | Inocente                                                                                                 | |
| Ben Cardin | D–MD | Culpado                                                                                                  | Culpado                                                                                                  | |
| Chris Van Hollen | D–MD | Culpado                                                                                                  | Culpado                                                                                                  | |
| Elizabeth Warren | D–MA | Culpado                                                                                                  | Culpado                                                                                                  | |
| Ed Markey | D–MA | Culpado                                                                                                  | Culpado                                                                                                  | |
| Debbie Stabenow | D–MI | Culpado                                                                                                  | Culpado                                                                                                  | |
| Gary Peters | D–MI | Culpado                                                                                                  | Culpado                                                                                                  | |
| Amy Klobuchar | D–MN | Culpado                                                                                                  | Culpado                                                                                                  | |
| Tina Smith | D–MN | Culpado                                                                                                  | Culpado                                                                                                  | |
| Roger Wicker | R–MS | Inocente                                                                                                 | Inocente                                                                                                 | |
| Cindy Hyde-Smith | R–MS | Inocente                                                                                                 | Inocente                                                                                                 | |
| Josh Hawley | R–MO | Inocente                                                                                                 | Inocente                                                                                                 | |
| Roy Blunt | R–MO | Inocente                                                                                                 | Inocente                                                                                                 | |
| Jon Tester | D–MT | Culpado                                                                                                  | Culpado                                                                                                  | |
| Steve Daines | R–MT | Inocente                                                                                                 | Inocente                                                                                                 | |
| Deb Fischer | R–NE | Inocente                                                                                                 | Inocente                                                                                                 | |
| Ben Sasse | R–NE | Inocente                                                                                                 | Inocente                                                                                                 | |
| Jacky Rosen | D–NV | Culpado                                                                                                  | Culpado                                                                                                  | |
| Catherine Cortez Masto | D–NV | Culpado                                                                                                  | Culpado                                                                                                  | |
| Jeanne Shaheen | D–NH | Culpado                                                                                                  | Culpado                                                                                                  | |
| Maggie Hassan | D–NH | Culpado                                                                                                  | Culpado                                                                                                  | |
| Bob Menendez | D–NJ | Culpado                                                                                                  | Culpado                                                                                                  | |
| Cory Booker | D–NJ | Culpado                                                                                                  | Culpado                                                                                                  | |
| Martin Heinrich | D–NM | Culpado                                                                                                  | Culpado                                                                                                  | |
| Tom Udall | D–NM | Culpado                                                                                                  | Culpado                                                                                                  | |
| Kirsten Gillibrand | D–NY | Culpado                                                                                                  | Culpado                                                                                                  | |
| Chuck Schumer | D–NY | Culpado                                                                                                  | Culpado                                                                                                  | |
| Thom Tillis | R–NC | Inocente                                                                                                 | Inocente                                                                                                 | |
| Richard Burr | R–NC | Inocente                                                                                                 | Inocente                                                                                                 | |
| Kevin Cramer | R–ND | Inocente                                                                                                 | Inocente                                                                                                 | |
| John Hoeven | R–ND | Inocente                                                                                                 | Inocente                                                                                                 | |
| Sherrod Brown | D–OH | Culpado                                                                                                  | Culpado                                                                                                  | |
| Rob Portman | R–OH | Inocente                                                                                                 | Inocente                                                                                                 | |
| Jim Inhofe | R–OK | Inocente                                                                                                 | Inocente                                                                                                 | |
| James Lankford | R–OK | Inocente                                                                                                 | Inocente                                                                                                 | |
| Jeff Merkley | D–OR | Culpado                                                                                                  | Culpado                                                                                                  | |
| Ron Wyden | D–OR | Culpado                                                                                                  | Culpado                                                                                                  | |
| Bob Casey Jr. | D–PA | Culpado                                                                                                  | Culpado                                                                                                  | |
| Pat Toomey | R–PA | Inocente                                                                                                 | Inocente                                                                                                 | |
| Sheldon Whitehouse | D–RI | Culpado                                                                                                  | Culpado                                                                                                  | |
| Jack Reed | D–RI | Culpado                                                                                                  | Culpado                                                                                                  | |
| Lindsey Graham | R–SC | Inocente                                                                                                 | Inocente                                                                                                 | |
| Tim Scott | R–SC | Inocente                                                                                                 | Inocente                                                                                                 | |
| Mike Rounds | R–SD | Inocente                                                                                                 | Inocente                                                                                                 | |
| John Thune | R–SD | Inocente                                                                                                 | Inocente                                                                                                 | |
| Marsha Blackburn | R–TN | Inocente                                                                                                 | Inocente                                                                                                 | |
| Lamar Alexander | R–TN | Inocente                                                                                                 | Inocente                                                                                                 | |
| Ted Cruz | R–TX | Inocente                                                                                                 | Inocente                                                                                                 | |
| John Cornyn | R–TX | Inocente                                                                                                 | Inocente                                                                                                 | |
| Mitt Romney | R–UT | Culpado                                                                                                  | Inocente                                                                                                 | |
| Mike Lee | R–UT | Inocente                                                                                                 | Inocente                                                                                                 | |
| Bernie Sanders | I–VT | Culpado                                                                                                  | Culpado                                                                                                  | |
| Patrick Leahy | D–VT | Culpado                                                                                                  | Culpado                                                                                                  | |
| Tim Kaine | D–VA | Culpado                                                                                                  | Culpado                                                                                                  | |
| Mark Warner | D–VA | Culpado                                                                                                  | Culpado                                                                                                  | |
| Maria Cantwell | D–WA | Culpado                                                                                                  | Culpado                                                                                                  | |
| Patty Murray | D–WA | Culpado                                                                                                  | Culpado                                                                                                  | |
| Joe Manchin | D–WV | Culpado                                                                                                  | Culpado                                                                                                  | |
| Shelley Moore Capito | R–WV | Inocente                                                                                                 | Inocente                                                                                                 | |
| Tammy Baldwin | D–WI | Culpado                                                                                                  | Culpado                                                                                                  | |
| Ron Johnson | R–WI | Inocente                                                                                                 | Inocente                                                                                                 | |
| John Barrasso | R–WY | Inocente                                                                                                 | Inocente                                                                                                 | |
| Mike Enzi | R–WY | Inocente                                                                                                 | Inocente                                                                                                 | |

## Opinião pública
Em meados de setembro de 2019, no rescaldo do escândalo envolvendo Trump e a Ucrânia, diversas pesquisas de opinião mostravam que a maioria dos americanos apoiava o início do processo de impugnação do presidente, ainda que não apoiassem necessariamente a impugnação por si só. Segundo pesquisa do YouGov, quando perguntados se caso fosse confirmado que, de fato, Trump pressionou o governo ucraniano para seu benefício político, cerca de 55% dos entrevistados se mostraram favoráveis ao impeachment, enquanto 26% afirmaram que continuariam a se opor.
Em meados de dezembro, um levantamento conduzido pela CNN mostrou que o apoio para a remoção do presidente do cargo havia caído. Segundo a pesquisa, cerca de 45% dos entrevistados ainda apoiavam a impugnação, enquanto 48% afirmavam se opor. Essa tendência foi confirmada por outra sondagem, feita pela empresa Gallup, que mostrou que, quando o impeachment foi aprovado pela Câmara, o índice de aprovação do governo Trump havia subido 6 pontos (para 45%), com 51% dos americanos se posicionando contrariamente à remoção do presidente do cargo (perto de 46% ainda se mostravam a favor disso). Em linhas partidárias, 85% dos eleitores democratas e apenas 5% dos eleitores republicanos concordavam com o impeachment. Uma das principais bases de apoio de Trump provinha dos evangélicos protestantes, sendo que em outubro de 2019 uma pesquisa mostrou que quase 99% dos evangélicos republicanos brancos se opunham ao impeachment do presidente.